# Saunaman

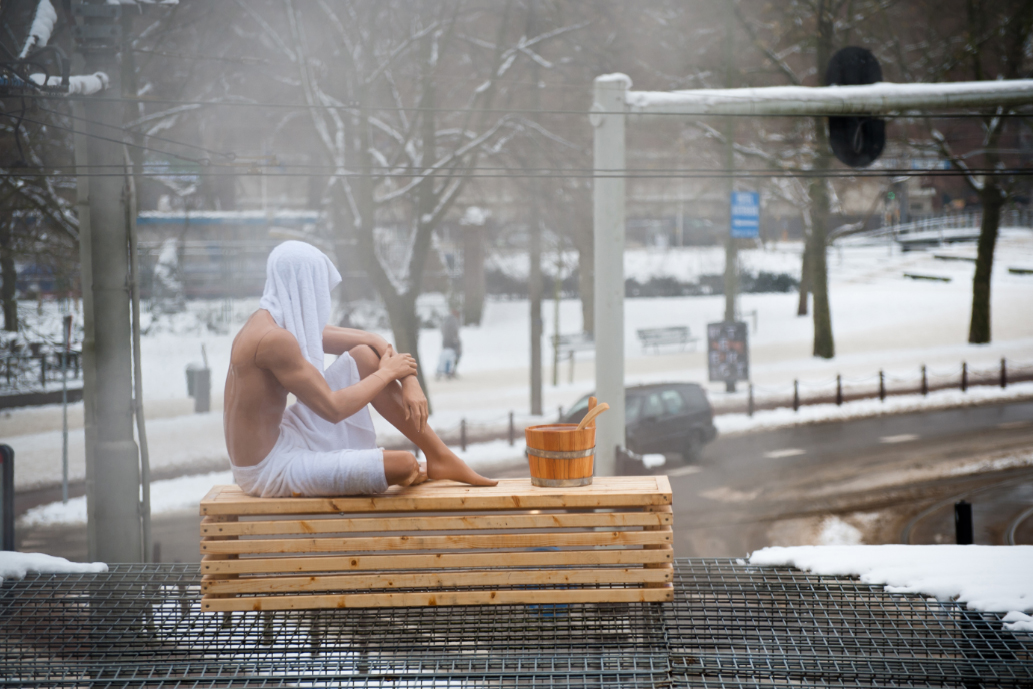
De Saunaman op de vriesinstallatie van de Noord-Zuidlijn

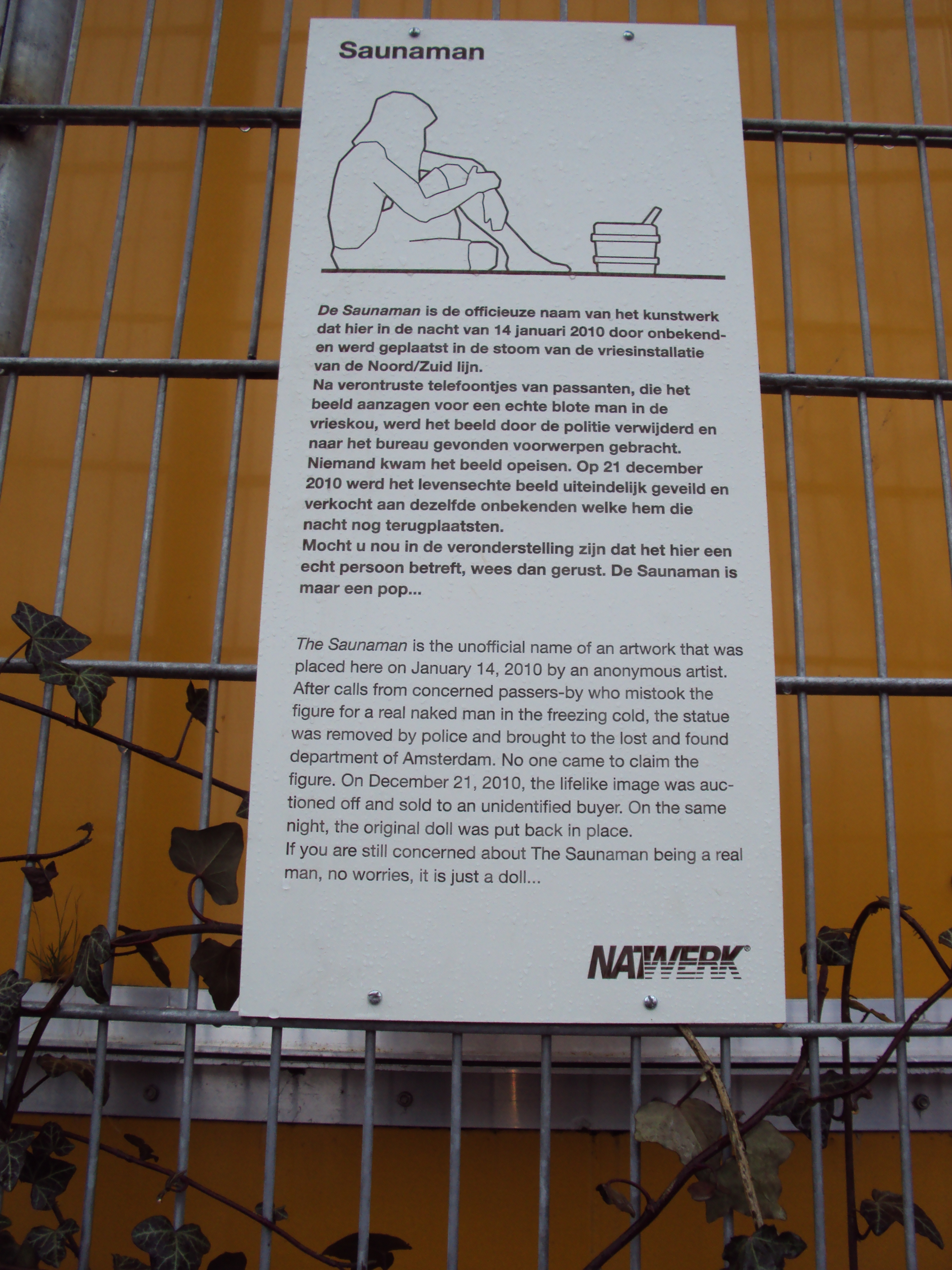
Het bord met uitleg

De Saunaman is de officieuze naam van een kunstwerk van een anonieme kunstenaar, dat zonder toestemming geplaatst is in de publieke ruimte op de hoek van het Weteringcircuit en de Vijzelgracht in Amsterdam, nabij het toen nog toekomstig station van de Noord/Zuidlijn. Later bleek Street Art Frankey (Frank de Ruwe) van reclamebureau Natwerk de kunstenaar te zijn.
Het kunstwerk bestaat uit een zittende naakte paspop met een handdoek over zijn hoofd en bovenbenen en naast zich een houten emmertje, zoals dat in sauna's wordt gebruikt.
Het beeld werd op 14 januari 2010 door onbekenden geplaatst in de stoom van een vriesinstallatie. Na verontruste telefoontjes van passanten, die het beeld aanzagen voor een echte blote man in de vrieskou, werd het beeld door de politie verwijderd en naar het Bureau Gevonden Voorwerpen gebracht. Niemand kwam het beeld opeisen. Wel werd, wederom door onbekenden, een miniatuurversie geplaatst op de oorspronkelijke plek. Op 21 december 2010 werd het levensechte beeld geveild en verkocht voor 110 euro aan een groep jongeren. De nacht erop werd het beeld teruggeplaatst. Het projectbureau Noord/Zuidlijn, dat zelf ook bood op de veiling, was niet ontevreden over de aanwezigheid van de Saunaman.
In augustus 2011 heeft de Saunaman een nieuwe plek gevonden op een sauna in Heerhugowaard, maar in 2015 of 2016 lijkt het daar weer verdwenen te zijn.